# Timi Yuro
Timi Yuro, właściwie Rosemarie Timotea Aurro (ur. 4 sierpnia 1940 w Chicago, zm. 30 marca 2004 w Las Vegas) – amerykańska piosenkarka włoskiego pochodzenia, znana przede wszystkim z debiutanckiego przeboju „Hurt”, sprzedanego w milionowym nakładzie.
Była śpiewaczką obdarzoną kontraltem.

## Życiorys i kariera muzyczna

### Początki
Rosemarie Timotea Aurro urodziła się 4 sierpnia 1940 roku w Chicago, w rodzinie włosko-amerykańskiej, która była właścicielką lokalnej restauracji. W dzieciństwie otrzymała zdrobniałe imię Timi. Od początku była ściśle związana z matką, Edith, która zachęcała ją do śpiewania, podczas gdy ojciec, Louis był temu przeciwny, Duży wpływ na jej muzyczne zainteresowania wywarła para Afroamerykanów z Houston, mieszkająca na parterze jej rodzinnego domu. Dzięki nim Timi zapoznała się z takimi gatunkami jak gospel i rhythm and blues. Od wczesnego dzieciństwa przybysze z Houston zabierali ją do kościoła, gdzie odtwarzali jej płyty z muzyką rhythm and bluesową z lat 40., w tym nagrania Dinah Washington, która wywarła największy wpływ na przyszłą piosenkarkę. Po przyjęciu fonetycznej pisowni swego nazwiska rodzina Yuro przeniosła się w 1952 roku do Los Angeles, gdzie Timi uczyła się śpiewu pod okiem Lillian Goodman. W połowie dekady występowała w nocnych klubach.

### Kariera muzyczna
Pod koniec 1959 roku w trakcie jednego z występów zauważył ją Sonny Knight, łowca talentów z wytwórni Liberty Records i polecił ją szefowi wytwórni, Al Bennettowi, który zaoferował młodej piosenkarce kontrakt nagraniowy. W 1961 roku Iuro zaśpiewała a cappella „Hurt”, przebój Roya Hamiltona z 1954 roku. W czerwcu tego roku weszła do studia wraz z producentem Clydem Otisem, aby nagrać tę piosenkę. Debiutancki album artystki, Hurt!!!!!!!, wydany został 17 lipca 1961 roku. 11 września tego samego roku singiel „Hurt” doszedł do 4. miejsca na liście przebojów Hot 100 tygodnika Billboard, zajął także 22. miejsce na listach R&B. Jej kolejny singiel, cover utworu Charliego Chaplina „Smile”, uplasował się na 42. miejscu. Pod koniec 1961 roku Liberty wydała jej kolejny singiel, „I Believe”.
Na początku 1962 roku Yuro towarzyszyła Frankowi Sinatrze jako support w jego trasie koncertowej po Australii. Jej czwarty singiel, „Let Me Call You Sweetheart” osiągnął tylko 66. miejsce na listach przebojów. Na drugie albumie Yuro, Soul! znalazły się standardy, zaś piosenką „Count Everything” artystka powróciła do swoich rhythm and bluesowych korzeni. Następny singiel Yuro, „What's a Matter Baby”, okazał się jej największym hitem od czasu „Hurt”, osiągając 12. na listach przebojów i 16. na liście R&B. Kolejny jej singiel, „The Love of a Boy”, napisany przez Burta Bacharacha i Hala Davida uplasował się na 44. miejscu na początku 1963 roku. W tym samym roku Yuro odwiedziła Europę, zyskując wiernych fanów w Holandii, Włoszech i Wielkiej Brytanii, gdzie pojawiła się w programie telewizyjnym Ready, Steady Go! Również tym samym roku Yuro przeszła do wytwórni Mercury Records, ale krok ten nie przyniósł jej żadnych poważnych przebojów; nagrała natomiast album, który uważała za swój najlepszy, The Amazing Timi Yuro, wyprodukowany przez Quincy’ego Jonesa.

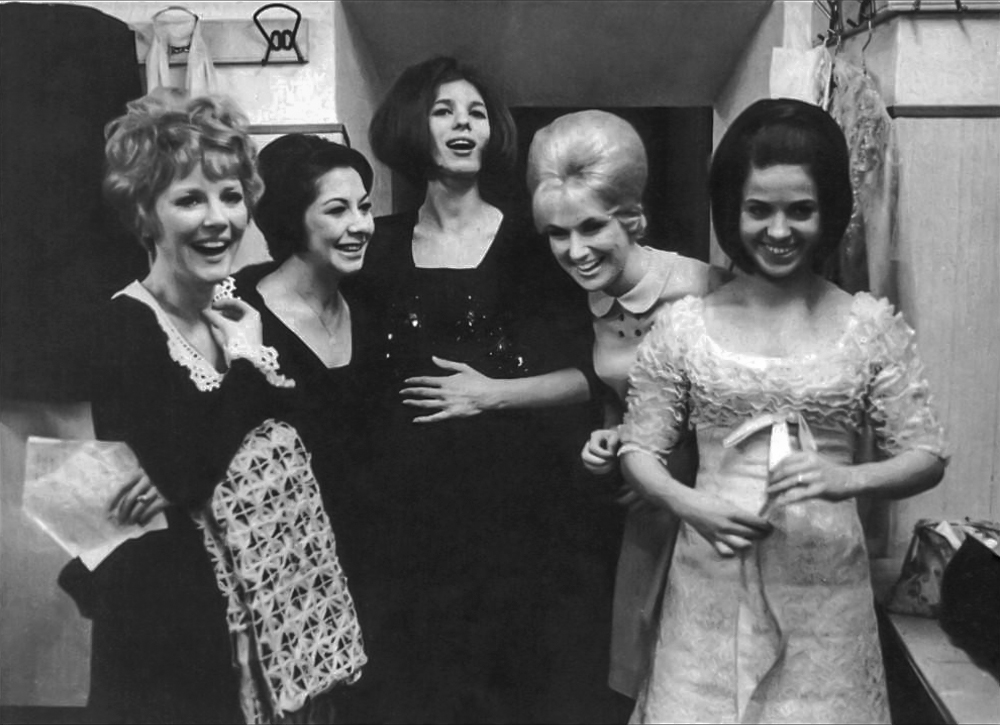
Uczestniczki Festiwalu Piosenki Włoskiej w San Remo 1965; od lewej: Petula Clark, Timi Yuro, Iva Zanicchi i Dusty Springfield

W 1965 roku Yuro wzięła udział w Festiwalu Piosenki Włoskiej w San Remo prezentując 2 piosenki: „Ti credo” i „E poi verrà l'autunno”, jednak bez powodzenia.
Na początku 1968 roku Yuro powróciła do wytwórni Liberty, nagrywając dla niej singiel „Something Bad on My Mind”. Później zaśpiewała piosenkę przewodnią w filmie Interlude. W tym samym roku ponownie pojawiła się na Festiwalu Piosenki Włoskiej w San Remo, z piosenką „Le solite cose”, ale i tym razem bez powodzenia.
Jej kolejna piosenka, „It'll Never Be Over for Me”, choć nie odniosła sukcesu, stała się symbolem stylu Northern Soul wśród fanów tego gatunku. Latem 1969 roku miał zostać wydany album koncertowy Turo, Live at PJ's, ale został wycofany na kilka dni przed wejściem do sprzedaży detalicznej. Wkrótce potem Yuro ponownie opuściła Liberty, tym razem przenosząc się do Las Vegas z zamiarem założenia rodziny. Poślubiła tam Roberta Selnicka, po czym zrezygnowała z kariery muzycznej na rzecz życia rodzinnego. Jednak sukces jej dawnego przeboju „Hurt”, przypomnianego w 1976 roku zarówno przez Elvisa Presleya jak i zespół The Manhattans, zachęcił ją do wznowienia kariery piosenkarskiej. W 1979 roku zarejestrowała cover przeboju Toussaint McCall, „Nothing Takes the Place of You”. Rok później zdiagnozowano u niej raka gardła, ale po kuracji wyzdrowiała na tyle, by móc nagrać kilka płyt długogrających przeznaczonych na rynek holenderski. W 1982 roku nagrała album Timi Yuro Today, wyprodukowany i sfinansowany przez jej długoletniego przyjaciela, Williego Nelsona. Dwa lata później musiała poddać się zabiegowi tracheotomii, który ostatecznie zakończył jej karierę wokalną. Zmarła 30 marca 2004 roku w wieku 63 lat. Pozostawiła męża (z którym była w separacji), córkę Milan Reinoehl (ur. 1971), brata Anthony’ego i troje wnuków. Nie chciała ceremonii pogrzebowej. Jej szczątki zostały skremowane, a prochy rozrzucone na grobach jej rodziców w Cicero, w stanie Illinois.

Niewielu białych artystów wkładało w swoje występy tyle serca i duszy, co Yuro